# Martha May Eliot
Martha May Eliot (7 avril 1891 - 14 février 1978) est une pédiatre américaine, spécialiste en santé publique, directrice adjointe de l'Organisation mondiale de la santé et architecte des programmes du New Deal et d'après-guerre pour la santé maternelle et infantile. Ses premières recherches importantes sur le rachitisme à New Haven au Connecticut et à Porto Rico, ont exploré les problèmes au cœur de la médecine sociale. En collaboration avec Edwards A. Park (en), ses recherches ont établi que les mesures de santé publique (supplémentation alimentaire en vitamine D) pouvaient prévenir l'apparition précoce du rachitisme.

## Biographie
Martha May Eliot appartient à la famille Eliot (en), une famille américaine influente qui est considérée comme l'un des brahmanes de Boston, originaire de Boston, dont les ancêtres sont devenus riches et ont dominé le système éducatif américain à la fin du 19e siècle et au début du 20e siècle. Son père, Christopher Rhodes Eliot, était un ministre unitarien, et son grand-père, William Greenleaf Eliot, a été le premier chancelier de l'Université Washington de Saint-Louis. Le poète, dramaturge, critique et prix Nobel T.S. Eliot était son cousin germain.
Pendant ses études de premier cycle au Bryn Mawr College, elle a rencontré Ethel Collins Dunham, qui allait devenir sa partenaire de vie. Après avoir terminé leurs études de premier cycle, les deux se sont inscrites ensemble à la Johns Hopkins School of Medicine en 1914.
En 1918, Martha May Eliot est diplômée de l'école de médecine de l'Université Johns Hopkins. Dès sa deuxième année de médecine, la Dr Eliot espérait devenir « une sorte de médecin social ». Elle a enseigné au département de pédiatrie de l'Université Yale de 1921 à 1935. Elle a également dirigé la Division de la santé infantile et maternelle du Children's Bureau (en) (1924-1934). Elle a plus tard accepté un poste à temps plein au Children's Bureau, devenant sa directrice en 1951. En 1956, elle a quitté le Children's Bureau pour devenir chef de département de la santé maternelle et infantile à la Harvard T. H. Chan School of Public Health (en).
Pendant son mandat au Children's Bureau, Martha May Eliot a aidé à établir des programmes gouvernementaux qui mettaient en œuvre ses idées sur la médecine sociale, et elle était responsable de la rédaction de la plupart des termes de la loi sur la Social Security traitant de la santé maternelle et infantile. Pendant la Seconde Guerre mondiale, elle a administré le programme de soins d'urgence pour les mères et les nourrissons, qui dispensait des soins de maternité à plus d'un million d'épouses de militaires. Après la guerre, elle a occupé des postes influents à la fois à l'Organisation mondiale de la santé et au Fonds des Nations unies pour l'enfance (UNICEF). De 1949 à 1951, Martha May Eliot a travaillé comme directeur adjoint pour l'OMS à Genève. En 1959, elle a accepté un poste de présidente de la Commission du Massachusetts sur les enfants et les jeunes, poste qu'elle a occupé pendant une décennie.
Elle a été l'architecte en chef des dispositions sanitaires pour les enfants dans la loi de 1935 sur la sécurité sociale des États-Unis, qui exigeait que chaque État crée des services de santé pour les enfants. En 1946, elle a été vice-présidente de la délégation américaine à la Conférence internationale de la santé et, au nom des États-Unis, a signé la constitution qui a créé l'Organisation mondiale de la santé (elle fut la seule femme à signer la constitution de l'OMS).

## Vie privée
Martha Eliot a partagé sa vie personnelle dans un long partenariat émotionnel et domestique avec Ethel Collins Dunham, également une pédiatre pionnière, qui a été la première femme membre de l'American Pediatric Society (en) et a reçu sa plus haute distinction, le John Howland Award (en), en 1957.
Lilian Faderman écrit : « [À] Bryn Mawr, elle a rencontré une recrue de vingt-six ans, Ethel Dunham. De 1910 à la mort d'Ethel en 1969, les deux femmes étaient inséparables. En couple, Martha Eliot et Ethel Dunham ont réussi en des temps aussi peu sympathiques pour les femmes professionnelles que pour les lesbiennes. Leur satisfaction domestique se glissait constamment dans les lettres de Martha : "E. me garde à l'extérieur, ce qui est génial. Cet après-midi nous allons faire du canoë. Ce soir, nous dînons ici - omelette aux huîtres, une concoction d'Ethel - et de la sauce aux pommes et du pain grillé et du pain aux noix." Leur partenariat les a nourries et soutenues tout au long de leur vie d'adulte. Dans les années 1970, lors des voyages de Martha pour l'OMS, elles écrivaient tous les jours : « Très chère, il était difficile de dire au revoir et tu me manqueras terriblement. Toujours et toujours autant d'amour, ma chérie ; Comment je compte le temps jusqu'à votre arrivée. Tu me manques ma chérie ». »
Bert Hansen écrit : « Alors que Dunham et Eliot méritent chacune une attention individuelle, leur vie personnelle partagée a un lien si intime avec leur carrière qu'un récit combiné illustre mieux leur relation étroite de 59 ans. Elles ont atteint des postes professionnels majeurs à Yale, à Harvard et au gouvernement, même lorsqu'elles faisaient des choix de carrière prudents pour maintenir la continuité de leur partenariat domestique. Chacune a également reçu des honneurs publics pour son leadership en pédiatrie, pour la protection de l'enfance et en santé publique. »

## Publications
- Sunlight for Babies, U.S. Department of Labor, Children's Bureau, 1931